# SC Winterthur
Schwimmclub Winterthur è una squadra svizzera di pallanuoto.
In ordine cronologico, è l'ultima squadra approdata in NWL, la massima serie svizzera di pallanuoto in cui milita dal 2010.
Nell'ultima stagione ha perso tutte le partite di regular season, concludendo però la stagione con 2 punti, grazie ad una vittoria assegnata a tavolino contro la Lugano Pallanuoto. 
Il cammino nella massima serie non si è interrotto, perché ha poi battuto nel girone promozione/retrocessione il CN Nyon e lo SC Schaffhausen.

## Rosa 2012-13
| N° |                       | Ruolo | Giocatore            |
| -- | --------------------- | ----- | -------------------- |
|    | Svizzera (bandiera)   | P     | Philip Frei          |
|    | Svizzera (bandiera)   | D     | Sandro Canonica      |
|    | Svizzera (bandiera)   | CV    | Leo Muller           |
|    | Svizzera (bandiera)   | D     | Silvan Ammann        |
|    | Svizzera (bandiera)   | D     | Kaian Ammann         |
|    | Svizzera (bandiera)   | D     | Milan Lazarevic      |
|    | Svizzera (bandiera)   | A     | Ilyas Saliba         |
|    | Slovacchia (bandiera) | A     | Zdenko Pazdera       |
|    | Svizzera (bandiera)   | A     | Patrick Siegfried    |
|    | Svizzera (bandiera)   | A     | Dan Joel Vallmitjana |
|    | Svizzera (bandiera)   | A     | Rubén Vallmitjana    |